# FC Bayern Alzenau
El FC Bayern Alzenau es un equipo de fútbol de Alemania que juega en la Regionalliga Südwest, una de las ligas regionales que conforman la cuarta división de fútbol en el país.

## Historia
Fue fundado el 27 de marzo de 1920 en la ciudad de Alzenau del estado de Baviera con el nombre Alzenauer FC hasta que en 1922 se fusiona con la sección de fútbol del TuS Alzenau y pasa a tener su nombre actual.
Al finalizar la Segunda Guerra Mundial el club fue refundado como SKG Alzenau y un año más tarde regresan a su nombre original. A pesar de estar en la región de Baviera en club participa en la región de Hesse por la cercanía de la ciudad con el estado vecino, demostrando históricamente que no ha sido parte de los torneos de Baviera.
En la temporada 2008/09 logra por primera vez a la desaparecida Regionalliga Süd al ser uno de los dos equipos de la Hessenliga que en ese año reunían las condiciones para jugar a nivel profesional, aunque su participación en la cuarta división nacional fue de apenas una temporada y regresaron a la Hessenliga.
En 2011 es campeón de la Hessenliga por primera vez, obteniendo el ascenso a la recién creada Regionalliga Südwest, pero al igual que en su participación anterior, solo pudo estar en la cuarta división un año.
En la temporada 2018/19 es segundo en la Hessenliga, por lo que regresa a la Regionalliga Südwest para la temporada 2019/20.

## Palmarés
- Hessenliga: 1 (V)

2011
- Bezirksliga Unterfranken West: 1 (V)

1982
- Lower Frankonian Cup: 1

1982